# Vatera.hu
A Vatera.hu Magyarország egyik legnagyobb online piactere. Az oldal 2000-ben kezdte meg működését azzal a céllal, hogy az eladók és a vevők egymásra találását segítse. Megalapítása óta Magyarország egyik leglátogatottabb e-kereskedelmi weboldalává fejlődött, ahol a több mint kétmillió felhasználó havonta több százezer sikeres adás-vételt bonyolít. Az oldalon található termékek aukciós rendszerben (licitálással) és fix áron is megvásárolhatók, a vásárlást követően az eladók és a vevők is értékelik egymást. 
Az online piacteret néhány hazai egyetemista alapította, elkötelezve magukat annak, hogy egy új kereskedelmi platformot létrehozva bárki számára lehetővé tegyék az interneten keresztül történő kereskedést Magyarországon is. A weboldal neve Leszbosz szigetének azonos nevű tengerpartjáról (Vatera, görögül Βατερά) kapta nevét. 
Az oldalt az Big2 Platform Kft. üzemelteti, székhelye Budapesten van, ügyvezetői Várkonyi Balázs és Kelemen Gyula.

## Története
A Vatera.hu 2000-ben jött létre a Vatera B.V. részeként, amelyet Panagiotis Gomopoulos görög magánszemély és az ötletgazda magánszemélyek tulajdonában álló eVision cég alapított, majd egy későbbi lépésben az eQuest (családi vagyonkezelő társaság) finanszírozott. A Vatera B.V görögországi központtal, a török, cseh, lengyel és magyar piacon indított el tevékenységet, minden programot, know-how-t és reklámanyagot biztosítva a leányvállalatoknak. Működését minden országban a helyi területi menedzser vezette. 2001 után, amikor az internetlufi kipukkadt, az eQuest leállította a Vatera finanszírozását.
2002 áprilisában, az iEurope vezetésével, az iEurope Fund I és Esther Dyson közösen, valamint a 25 000 amerikai dollárral hozzájáruló menedzsment tagok: Martin Illner (mint az új csoport vezérigazgatója), Peter Kezdior (cseh operációs menedzser) és Valner Szabolcs (magyar operációs menedzser) együttesen kivásárolták a Vatera B.V.-ből a magyar és cseh jogi személyeket, továbbá a többi ország minden eszközét. Ezekből VIEH Holding B.V. néven új céget hoztak létre, így minden kivásárló partner a Vatera új korszakának alapítójává vált.
2003 elején a Vatera megvásárolta a pénzügyi gondokkal küzdő Kalapács.hu eszközeit. Valner Szabolcs váltotta a közös megegyezéssel távozó Martin Illnert a csoport vezérigazgatói posztján. Ebben az évben csatlakozott a társasághoz Csupor Erik a magyarországi működés menedzsereként.
2004-ben a cseh vállalatot bezárták. A diszkont légitársaságok elterjedése és az egyre olcsóbb internetszolgáltatási díjak nagy lökést adtak a magyarországi e-kereskedelem fejlődésének, amelynek éllovasa a Vatera.hu volt.
2005. október 1-jén, a Vatera csoport új ügyvezetőt vett fel Gerő Viktor személyében, aki Csupor Erikkel közösen nyereségessé tette a Vatera.hu-t.
2006-ra az oldal forgalma megközelítette az ötmilliárd forintot, és majdnem megduplázta forgalmát az előző évhez képest. Népszerűségét mutatja, hogy felhasználóinak száma 2007 végére elérte a 440 000-et, és 2007 májusában a vatera a negyedik legnépszerűbb keresési kulcsszó volt Magyarországon.
2007-ben a Vatera.hu Kft – egyetlen magyar cégként – szerepel a Red Herring médiacég EMEA-régió (Európa, Közel-Kelet és Afrika) 200 legjobb technológiai magáncégét jutalmazó Red Herring 100 Europe díj döntősei között. A szerkesztőség pénzügyi mutatók, valamint különböző szubjektív kritériumok, úgymint a cégvezetés színvonala, a stratégia megvalósítása, a marketing, valamint a kutatás-fejlesztés iránti elkötelezettség alapján ítélte oda a díjat.
2006-ban és 2007-ben elnyerte Az Év Internetes Kereskedője díjat.
2008 szeptemberében az iEurope vezetésével történő tranzakcióban a Vatera.hu Kft.-t felvásárolta a dél-afrikai Naspers médiavállalat, európai leányvállalatán, a MIH Allegro B.V.-n keresztül. A tranzakció során a Vatera.hu Kft. tanácsadói a Concorde Securities, a Réczicza White & Case (mint tranzakciós ügyvéd) és a francia Aelios Finance voltak. 2009-ben az MIH Allegro 100 százalékos tulajdonrészt szerzett a TeszVesz.hu online piacteret működtető cégben (amelynek korábban 35 százalékos tulajdonosa volt), így egy kézbe került a két piacvezető aukciós piactér.
2009 áprilisától bevezették a termékfeltöltési díjat, amelynek hatására a termékszám 2 000 000-ról május 1-jére 600 000-re csökkent. Néhány hónap után a termékszám újra emelkedni kezdett, 2009 őszére több mint 900 000 termék volt található a Vatera.hu kínálatában.
2009 augusztusában elindult a Profi Eladó Program (PEP), amelynek célja a minőségi aukciók és magas színvonalon kereskedő eladók támogatása.
2009 novemberében újabb mérföldkövéhez érkezett az oldal 10 éves története során: elérte az egymillió regisztrációt.
2010 júliusában a Vatera.hu az addigi egyik legsikeresebb jótékonysági árverését hajtotta végre, a Magyar Jégkorong Szövetség és a lelkes rajongók jóvoltából. A kampány célja az árvízkárosultak megsegítése, ezen belül pedig a szendrői tűzoltók számára ajánlották fel a jégkorong-rajongók a befolyt több mint 2,5 millió forintot.
2010 végén a Vatera.hu elindította hivatalos alkalmazásait okostelefonokra. Az évet 20 milliárd forintot meghaladó átmenő forgalommal zárta, amely 2011-ben 25 milliárd fölé nőtt.
2012 februárjában a Vatera.hu bevezette a regisztráció nélküli vásárlást, így azok is kipróbálhatják az oldalt, akik még nem regisztráltak a piactéren.
2012 áprilisában minden várakozást felülmúló sikerrel zárult az első magyarországi Mercedes-Benz B osztályú autó aukciója a Vatera.hu-n. A kecskeméti gyártósorról legördülő személyautó listaára az extrákkal együtt közel 14 millió forint volt, de az árverés végül 20,11 milliónál állt meg. A befolyt összeg ezúttal is jótékony célt szolgált, a Nemzetközi Gyermekmentő Szolgálat kapta az összeget.
2012 nyarán a Vatera.hu elérte a kétmillió regisztrációt.
2012 augusztusában megkezdte működését a Vatera Caritas, a Vatera önálló CSR-brandje. Első akciójukban a Habitat for Humanity által felkarolt, a Magyar Máltai Szeretetszolgálat egyik Családok Átmeneti Otthonának felújításában vettek részt, Békásmegyeren.
2013 februárjában Csupor Erik közös megegyezéssel távozott az allegroup.hu Kft. ügyvezetői posztjáról, a feladatait ezt követően Kolláth Klára, a társaság másik ügyvezetője vette át.
2013 júliusában az allegroup.hu Kft. névváltoztatáson esett át, és a hónap elejétől a tulajdonosi sztenderdeknek megfelelően Allegro Group HU Kft.-ként működik tovább.
2015 májusában a Vatera és a szintén a Naspers cégcsoporthoz tartozó eMAG Magyarországon közös cégként, Dante International Kft. néven folytatja tevékenységét.
2020 szeptember 1-től a Vaterát üzemeltető cég Extreme Digital-eMAG Kft. néven folytatja tevékenységét.
2023 júliusában bejelentették, hogy a Vatera ismét önálló lesz, a céget az Extreme Digital alapítói, Várkonyi Balázs és Kelemen Gyula viszik tovább. Még ebben az évben a Vatera tulajdonosai felvásárolták a korábban norvég tulajdonban lévő Jófogás online apróhirdetési oldalt is. Ezzel a magyar internetes apróhirdetési piac jelentős szelete összpontosul egy kézben, hiszen a megvásárolt online piacterek meghatározónak számítanak Magyarországon, több millió felhasználóval és hirdetéssel.

## Működése
A Vaterán keresztül lehetőség van szinte bármely termék adás-vételére. Annak, aki a piactéren eladni kíván, kötelező a regisztráció. Licitálni, illetve vásárolni bizonyos szűkebb feltételek mellett regisztráció nélkül is lehet. A piactér nem csak a magánszemélyeknek, de cégeknek, gyártóknak és vállalkozóknak is lehetőséget nyújt, hogy kínálatukkal egyszerűen és gyorsan több százezres vásárlói kört érjenek el egy adott kategóriában.
A Vatera bizonyos szolgáltatásai térítés ellenében vehetők igénybe. A piactér mindenkori díjait a Díjtáblázat tartalmazza.